# Venter på livet
|  | Denne artikel er oprettet af botten PalnaBot ud fra en ekstern database. Den kan derfor have sproglige fejl eller mangler. Denne skabelon kan fjernes efter kontrol af indholdet. |

Venter på livet er en film instrueret af Dan Säll.

## Handling
Som ti-årig håbede han på at blive 15 år, så han kunne få lov at køre knallert. Da det mål var nået, drømte han om at blive 18 og få kørekort. Brian Baagø Beck blev født med cystisk fibrose, en arvelig og livstruende sygdom, der nedbryder lungerne og fordøjelsessystemet. Ved filmens start er han 33, og kameraet følger Brian og hans familie, venner og medpatienter gennem tre år. Det er en usentimental beretning om op- og nedture, om en stærk livsvilje, men især om den svære uvished og frustrerende ventetid. Filmen berører spørgsmålet om organdonation, for Brian Beck har i årevis ventet på en lungetransplantation, der kan give ham et nyt liv.